# Museo de Arte Gansong
El museo de arte Gansong (간송미술관) es un museo privado de Corea del Sur situado en el barrio residencial de Seongbuk-gu en la ciudad de Seúl. Fue fundado en 1938 por Jeon Hyeongpil (1906-1962), coleccionista y educador que utilizaba el seudónimo de Gansong y que da nombre al museo. El museo tiene una extensión de 13.223 m². En el edificio Bohwagak se encuentran los tesoros culturales que coleccionó Jeon Hyeong-pil, siendo la mayoría de las reliquias tesoros nacionales.
El objetivo del museo era conservar las obras de arte coreanas para evitar el despojo por parte de los extranjeros, sobre todo del Imperio del Japón, durante la ocupación japonesa de Corea. En aquellos tiempos numerosas propiedades culturales coreanas fueron expoliadas por Japón como las porcelanas de Goryeo, las estatuas de Buda realizadas durante el reino de Silla o documentos y libros hechos en la dinastía Joseon. Jeon Hyeongpil contribuyó a sus propias expensas con los gastos para proteger el arte y la cultura coreana.
El museo posee algunas de las más prestigiosas piezas de arte coreanas como el Hunminjeongeum (Tesoro Nacional n°. 70 de Corea), el libro de Donggukjeongun parte 1 y 2 (Tesoro Nacional n° 71 de Corea), Geumdong gyemimyeong samjonbul (Tesoro Nacional n°. 72 de Corea) y el Hyewon pungsokdo.

## Galería
- Wikimedia Commons alberga una categoría multimedia sobre Museo de Arte Gansong.

Cheongja unhak sanggam mun maebyeong, La cerámica durante Goryeo
Hunminjeongeum, el primer libro de Hangul por Sejong el Grande
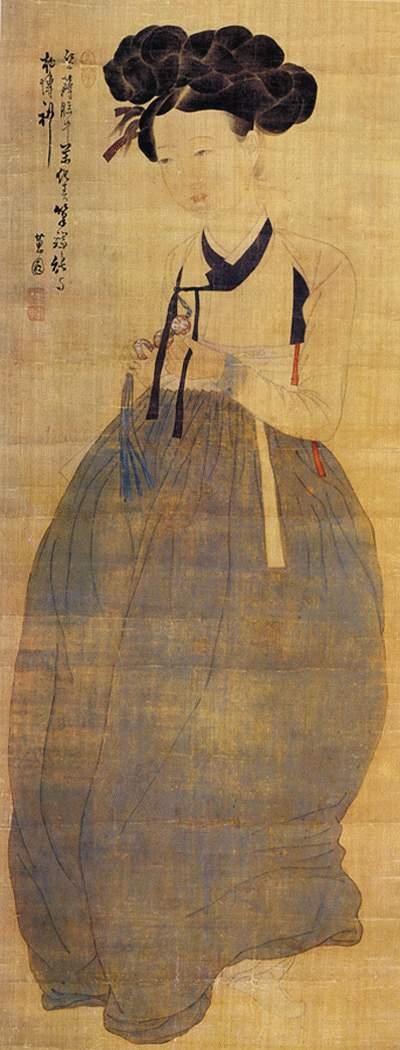
El retrato por uno de los pintores más famoso, Shin Yoon bok
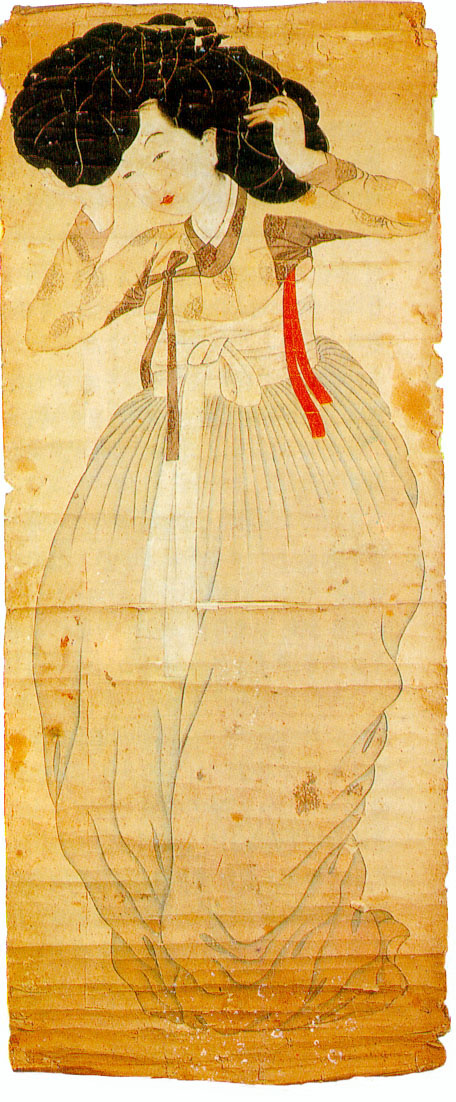
El retrato de belleza que estaba los tesoros de la familia Yoon en Haenam
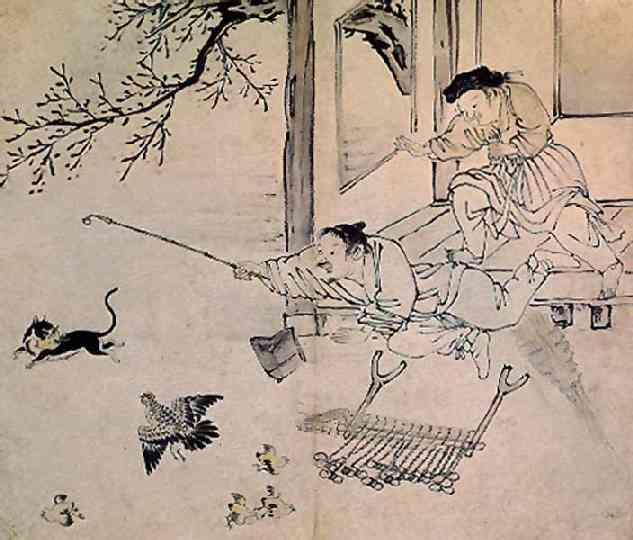
Pajeokdo
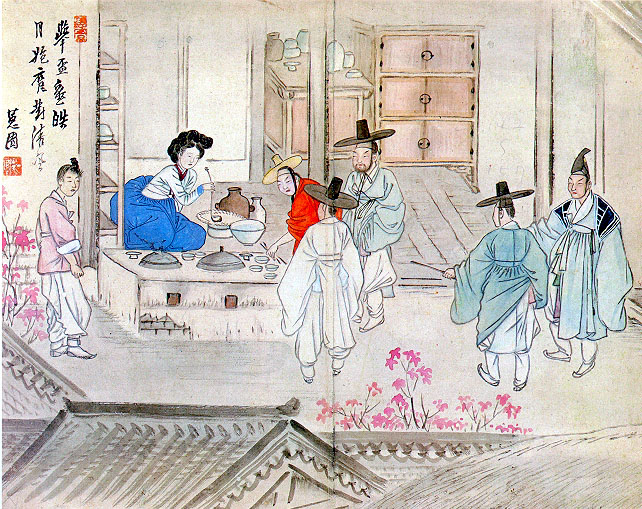
El festival de beber (Shin Yoon bok)
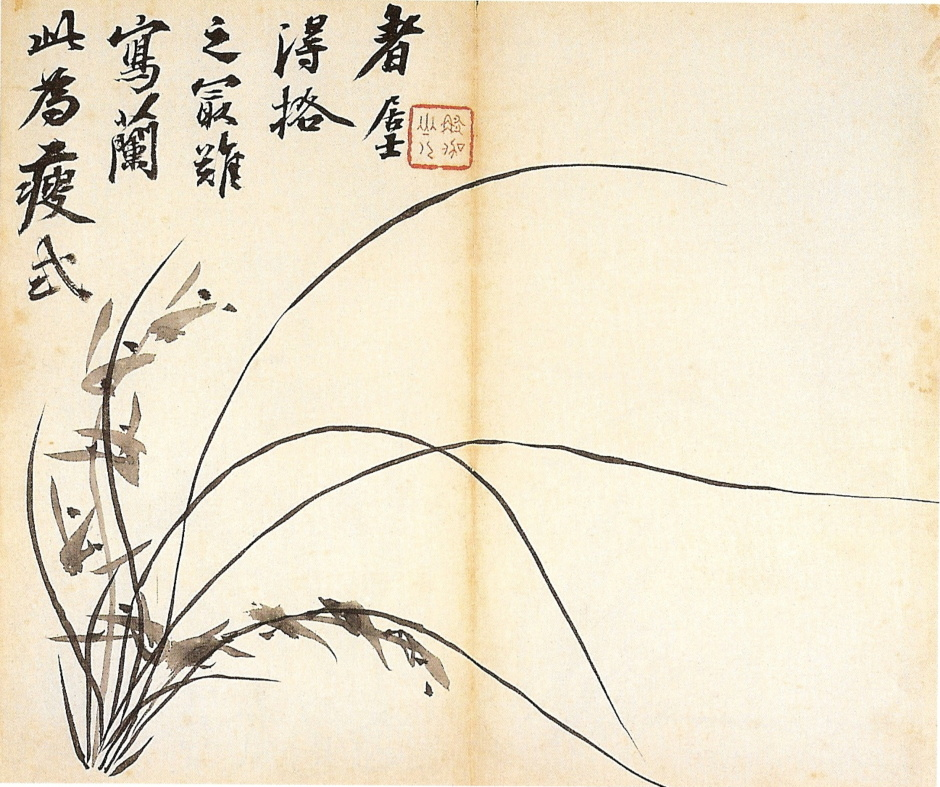
Susik deukgyek (수식득격 瘦式得格) pintado por Chusa
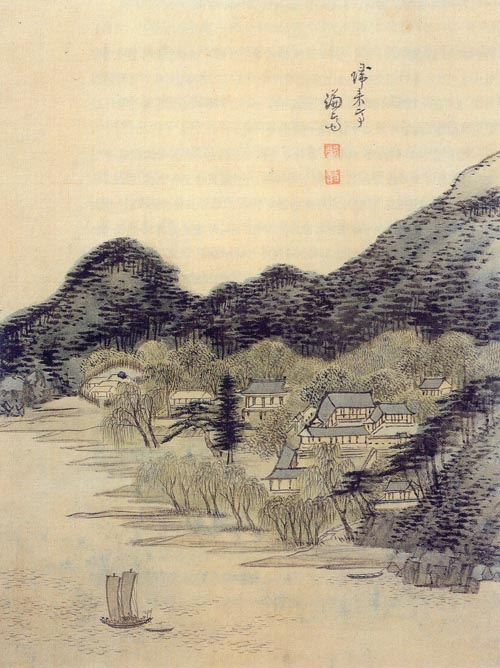
Gwuiraejeong (귀래정 歸來亭)